# Système Taffy
Pour les articles homonymes, voir Taffy.
Le système Taffy est un couple de galaxies en interaction situé dans la constellation de Pégase. Sa vitesse par rapport au fond diffus cosmologique est de 4 005 ± 501 km/s, ce qui correspond à une distance de Hubble de 59,1 ± 8,5 Mpc (∼193 millions d'al).
Note : Les valeurs présentes dans l'encadré ci-contre à droite correspondent à celles pour la paire en elle-même. Pour obtenir ces valeurs il faut renseigner dans la barre de recherche du site de la base de données astronomique NASA/IPAC la désignation suivante : VV 254, soit la désignation de la paire dans le catalogue de galaxies en interaction Vorontsov-Velyaminov.

## Galaxies en interaction
Le système Taffy se compose de deux galaxies spirales, UGC 12914 et UGC 12915, en interaction gravitationnelle. Les deux galaxies sont vraisemblablement entrées en collision il y a environ 25 millions d'années et sont reliées par l'intermédiaire d'un pont de gaz moléculaire. Ce dernier, malgré une masse importante (entre 5 et 6x109 masses solaires), est dépourvu de formation d’étoiles significative.
Les deux galaxies du système sont aussi des galaxies LINER, c'est-à-dire des galaxies dont le noyau présente un spectre d'émission caractérisé par de larges raies d'atomes faiblement ionisés,.

### UGC 12914
Cette galaxie spirale barrée est la plus petite de la paire avec une envergure d'environ 38,45 kpc (∼125 000 al). Située du côté oriental de la paire, sa vitesse par rapport au fond diffus cosmologique est de 3 998 ± 24 km/s, ce qui correspond à une distance de Hubble de 58,97 ± 4,14 Mpc (∼192 millions d'al).
La classe de luminosité d'UGC 12914 est III-IV et elle présente une large raie HI.
À ce jour, cinq mesures non basées sur le décalage vers le rouge (redshift) donnent une distance de 48,960 ± 11,243 Mpc (∼160 millions d'al), ce qui est à l'extérieur des valeurs de la distance de Hubble.

### UCG 12915
Cette galaxie spirale (barrée ?) est la plus vaste de la paire avec une envergure d'environ 41,38 kpc (∼135 000 al). Située du côté occidental de la paire, sa vitesse par rapport au fond diffus cosmologique est de 3 992 ± 25 km/s, ce qui correspond à une distance de Hubble de 58,88 ± 4,14 Mpc (∼192 millions d'al). Elle présente également une large raie HI.
Une vaste région HII se trouve près d'UGC 12915 à mi-chemin entre les deux galaxies.
À ce jour, trois mesures non basées sur le décalage vers le rouge (redshift) donnent une distance de 88,900 ± 2,364 Mpc (∼290 millions d'al), ce qui est à l'extérieur des valeurs de la distance de Hubble.